# Porsche GT3 Cup Challenge Canada
Pour les articles homonymes, voir GT3.
La série Ultra 94 Porsche GT3 Cup Challenge Canada by Yokohama est un championnat de course automobile au constructeur unique basée au Canada utilisant des Porsche 911 GT3.
Le Challenge de la Coupe Ultra 94 GT3 Canada de Yokohama propose l'une des plus grandes séries de constructeur unique en Amérique du Nord.
La série est divisée en deux classes : La Platinum Cup, avec les voitures Porsche 911 GT3 Cup plus puissantes 2010-2012, et la Gold Cup, qui comprend les voitures 2005 Porsche 911 GT3 Cup. Les deux classes courent sur les pneus de course Yokohama.
La série est sanctionnée par l'International Motor Sports Association, et est une série de développement du United SportsCar Championship. La directeur actuel de la séries est Kyle Novak. Randy Hembrey était directeur de course de 2013-2014.

## Champions
| Season | Class Champion        | Class Champion    |       |
|        | Platinum              | Gold              |       |
| ------ | --------------------- | ----------------- | ----- |
| 2011   | Perry Bortolotti      | Shaun McKaigue    | [ 2 ] |
| 2012   | Jean-Frederic Laberge | Bruce Gregory     | [ 3 ] |
| 2013   | David Ostella         | Carlos de Quesada | [ 4 ] |
| 2014   | Scott Hargrove        | Tim Sanderson     | [ 5 ] |
| 2015   | Chris Green           | Orey Fidani       | [ 6 ] |
| 2016   | Daniel Morad          | Shaun McKaigue    | [ 7 ] |